# WDIV-TV
WDIV-TV est une station de télévision américaine de langue anglaise affiliée au réseau NBC située à Détroit dans l'État du Michigan appartenant à Post-Newsweek Stations. Elle diffuse à partir de Greenfield Road à Southfield sur le canal UHF 32 (virtuel 4.1) d'une puissance de 720 kW et son signal couvre naturellement Windsor (Ontario) et peut être capté à London (Ontario).

## Télévision numérique terrestre
Le signal numérique de la chaine est un multiplexé :
| Canal virtuel | Image | Programmation                             |
| ------------- | ----- | ----------------------------------------- |
| 4.1           | 1080i | Programmation principale WDIV-TV / NBC HD |
| 4.2           | 480i  | Cozi TV                                   |
| 4.3           | 480i  | MeTV                                      |
| 4.4           | 480i  | Cozi TV                                   |

## Distribution au Canada
WDIV-TV est la seule station du réseau NBC distribué par Shaw Broadcast Services (anciennement Cancom) dans l'est du territoire canadien. Elle est de facto la station NBC par défaut distribuée par les petits câblodistributeurs qui tirent leurs sources par satellite.